# سالکو فن دن برخ
سالکو فن دن برخ (هلندی: Solko van den Bergh؛ ۴ ژوئن ۱۸۵۴ – ۲۵ دسامبر ۱۹۱۶) تیرانداز اهل هلند بود.